# Staninwardia
Staninwardia är ett släkte av svampar. Staninwardia ingår i ordningen Chaetothyriales, klassen Eurotiomycetes, divisionen sporsäcksvampar och riket svampar.
|              | Herpotrichiellaceae                        |
|              |                                            |
|              | Coccodiniaceae                             |
|              |                                            |
|              | Chaetothyriaceae                           |
|              |                                            |
|              | Coniosporium                               |
|              |                                            |
|              | Strelitziana                               |
|              |                                            |
|              | Moristroma                                 |
|              |                                            |
|              | Muellerites                                |
|              |                                            |
| Staninwardia | \| \| Staninwardia breviuscula \| \| \| \| |
|              | \| \| Staninwardia breviuscula \| \| \| \| |
|              | Sirodesmium                                |
|              |                                            |
|              | Bonordeniella                              |
|              |                                            |
|              | Phaeoannellomyces                          |
|              |                                            |
|              | Staninwardia breviuscula                   |
|              |                                            |

|  | Staninwardia breviuscula |
|  |                          |